# AOL
Pour les articles homonymes, voir AOL (homonymie).
AOL, originellement America Online, est une société américaine de services internet, ancienne filiale du groupe diversifié de médias Time Warner, cotée à la Bourse de New York (New York Stock Exchange) sous le symbole AOL.
Après quinze années d'utilisation de la marque America Online aux États-Unis, la société a décidé le 3 avril 2006 de renommer la société AOL LLC afin d'adopter la marque AOL qui était jusqu'alors principalement utilisée pour communiquer sur ses services en Europe.
Le 28 mai 2009, Time Warner annonce sa séparation d'avec AOL, après neuf ans de collaboration.
Le 12 mai 2015, la presse annonce que Verizon rachète AOL.
En mai 2021, Verizon annonce la vente de sa branche médias au fonds d'investissement Apollo Global Management.

## Histoire
À la fin des années 1990, AOL fait partie, avec ses compatriotes Amazon, Yahoo et eBay, des sociétés devenues célèbres grâce à une bulle des capitalisations boursières des jeunes sociétés sans équivalent dans l'histoire, qui finit en krach, phénomène touchant aussi des nombreuses petites sociétés de biotechnologies et des sociétés minières junior.
En mai 2006, AOL rachète à Infogrames Entertainment le site Games.com, hérité d'Hasbro.
Le 4 août 2006, AOL annonce qu'elle va se séparer de 5 000 de ses employés dans les six prochains mois, soit le quart de son effectif, dont 3 000 transferts d'emplois en Europe vers les sociétés qui reprennent ses activités de réseau d'accès à Internet.
Le 6 août 2006, la société diffuse sur son site web, et à l'attention initiale d'un public académique spécialisé en techniques de recherche, les mots-clés utilisés par 500 000 de ses abonnés américains dans le moteur de recherche AOL. Ces recherches couvrent une période s'étalant sur trois mois, soit environ 20 millions d'entrées, non censurées ni filtrées. Le fichier d'environ 400 mégaoctets est rapidement retiré du site lorsque AOL s'aperçoit des implications relatives à la vie privée et émet une lettre d'excuse. La liste, dont l'importance sur l'atteinte à la vie privée a été immédiatement réalisée par plusieurs internautes ainsi que par plusieurs sites majeurs d'information technique (Digg, Slashdot…) est disponible sur plusieurs sites miroirs ainsi que sur le réseau P2P BitTorrent. Les recherches, bien que rendues anonymes par AOL avant la publication de la liste, permettent d'identifier certains utilisateurs (par exemple plusieurs personnes ont recherché des informations sur elles-mêmes), et certains internautes ont utilisé des mots clés de recherche « douteux », voire hors la loi. Une plainte collective est déposée le 22 septembre 2006 pour violation de la Electronic Communications Privacy Act and of fraudulent and deceptive business practices, entre autres charges. Une plainte a aussi été déposée auprès de la Federal Trade Commission (Organisme de protection des droits du consommateur) par un groupe de défense des droits, l'Electronic Frontier Foundation, le 14 août 2006.
Le 28 mai 2009, Time Warner annonce sa séparation avec AOL. Cette séparation est effective depuis le 10 décembre 2009. Le 7 février 2011 AOL annonce avoir racheté le journal en ligne The Huffington Post pour 315 millions de dollars.
La fermeture d’Aol France et d’autres pays européens est prévue à partir de 2010.
En janvier 2014, AOL acquiert l'entreprise Gravity, spécialisée dans la personnalisation de contenu internet, pour 83 millions de dollars,.
En mai 2015, Verizon acquiert AOL, incluant donc ses activités dans la publicité mobile, Huffington Post, TechCrunch et Engadget, pour 4,4 milliards de dollars.
En juillet 2015, Microsoft annonce son retrait partiel du secteur de la publicité en ligne, au travers d'un partenariat avec AOL. Dans ce partenariat, les sites du groupe AOL utiliseront Bing comme moteur de recherche, en échange de quoi, AOL intègrera les activités de régie publicitaire de Microsoft, sauf pour le moteur de recherche Bing, en Allemagne, au Brésil, au Canada, en Espagne, aux États-Unis, en France, en Italie, au Japon et au Royaume-Uni. L'accord intègre également un transfert de 1 200 emplois de Microsoft à AOL,.
En mai 2021, Verizon annonce la vente au fonds d'investissement Apollo Global Management de ses activités dans les médias incluant les marques AOL, Yahoo ou encore TechCrunch pour 5 milliards de dollars, soit près de la moitié du montant qu'il avait déboursé pour les acquérir, tout en gardant cependant une participation de 10 % dans cet ensemble,.
Le 30 septembre 2025, AOL met fin à son offre de service de connexion internet par RTC aux États-Unis. 

### AOL France
AOL faisait partie des premiers fournisseurs d'accès à Internet (FAI) avec CompuServe et Club Internet.
Les filiales européennes (France, Royaume-Uni, Allemagne) étaient à l'origine issues d'une coentreprise entre America Online et Bertelsmann appelée AOL Europe, chargée de vendre en Europe les services et produits sous licence AOL. Ces produits comprennent notamment la connexion et l'accès à l'internet, la messagerie électronique, la messagerie instantanée et des contenus exclusifs accessibles via un logiciel propriétaire. Celui-ci avait la particularité d'être offert sur des CD distribués gratuitement dans les magazines informatiques, dans les boîtes aux lettres (pratique très courante à l'époque)…
En 1998, Vivendi entre dans le capital d'AOL Europe à hauteur de 55 % via les groupes SFR-Cegetel et Canal+. La société devient la star du bas débit illimité en lançant une offre à 99 FRF (environ 15 euros) à partir du 21 août 2000. Il fallait s'abonner sur une période de deux ans pour bénéficier de l'offre à 99 FRF par mois ; sinon, le prix du forfait était de 199 FRF par mois. AOL proposait déjà une offre d'accès illimitée depuis le début de l'année 2000 (offre AOL Gold), pour 249 FRF par mois). L'offre à 99 FRF par mois a augmenté le nombre d'abonnés de façon significative, ce qui a provoqué des ralentissements et des problèmes de connexion dus au trop grand nombre d'utilisateurs sur les points d'accès. Les utilisateurs étaient d'ailleurs déconnectés à intervalles réguliers, afin de soulager la charge des serveurs. Le second problème étant que de nombreuses personnes prenant un abonnement illimité se sont retrouvées avec un abonnement limité, facturé à la minute. Cet incident a conduit à des factures élevées pour les premiers mois de certains clients (la cause étant une erreur de numérotation de connexion par les abonnés car seulement certains numéros étaient reconnus pour accéder à l'illimité) qui se sont très vite retirés de l'offre : AOL a d'autant plus terni son image après l'augmentation de ses prix, après deux ans, passant de 15 à 25 euros. L'apogée de la société a donc été de courte durée sur le territoire hexagonal.
Finalement, le groupe français a pris beaucoup de retard dans le haut débit et ne s'est pas positionné à temps pour proposer un accès internet rapide en 2004, alors que de nombreux fournisseurs commençaient à proposer ces accès à des prix attractifs. Vivendi se désengage d'AOL France, mais malgré tout, AOL se modernise et propose des services associés (sécurité, antispam, antivirus, contrôle parental et autres) le tout inclus dans le prix du forfait.
AOL abandonne également peu à peu le modèle d'accès à ses services via ses logiciels propriétaires : de très nombreux clients se plaignaient en effet de devoir se connecter à internet via le logiciel AOL et non avec leur propre navigateur, se retrouvant bloqués. Cette obligation était aussi mal vue d'un point de vue légal que d'un point de vue pratique. C'est ainsi qu'apparaissent la possibilité de se connecter au réseau ADSL via n'importe quel modem routeur ou logiciel d'accès réseau à distance compatible PPPoE ou PPPoA, des accès aux services via le portail web (par exemple, webmail) et aux boîtes aux lettres AOL via tout logiciel compatible avec les protocoles SMTP et IMAP4, et la possibilité de configurer d'un logiciel de messagerie tiers pour l'accès aux boîtes aux lettres AOL. Mais hélas, il est déjà bien trop tard, et AOL se retrouve seul à imposer de telles restrictions à ses clients : le prix et la technique étant contre elle, la société perd de plus en plus de clients.
En 2005, AOL France propose une offre de téléphonie fixe, simple présélection sur la ligne téléphonique, sans offre illimitée. Fin 2005, AOL propose une Box ADSL et téléphone.
En septembre 2006, AOL a vendu son activité de fournisseur d'accès à Internet (FAI) au groupe Neuf Cegetel. AOL conserve ses activités de Média en France via sa filiale AOL France SNC, se recentrant sur le métier de fournisseur de contenu, par exemple la mise à disposition d'un portail « clé en main » à l'instar de ceux réalisés par AOL pour Neuf Cegetel et DartyBox, tout en continuant à proposer ses services de courrier électronique et messagerie instantanée.
Le 19 avril 2018, le portail d’Aol France ferme, redirigeant les internautes vers le portail de sa société-sœur Yahoo!.

## Identité visuelle (logo)

Logo d'AOL (de 1996 à 2005)
Logo d'AOL (de 2005 à 2009)
Logo d'AOL (de 2009 à 2024)
Logo d'AOL (depuis 2024)

## Utilisation
La plupart des logiciels édités par AOL n'existent que pour les systèmes d'exploitation Windows et Mac, à quelques exceptions près, comme AIM pour GNU/Linux. Les utilisateurs d'autres systèmes d'exploitation, tels que les autres variantes d'Unix, peuvent néanmoins accéder à certaines fonctionnalités du service AOL telles que le courrier électronique via tout logiciel de messagerie traditionnel supportant les protocoles SMTP et IMAP, ou plus généralement via le webmail, AIM Express.
AOL propose AOL Explorer, surcouche à Internet Explorer.
En juin 2013, il a été révélé que AOL faisait partie du programme de surveillance PRISM de la National Security Agency.

## Personnalités importantes d'AOL
- Jim Kimsey (en) (ancien président et membre du conseil d'administration)
- Steve Case (ancien président et membre du conseil d'administration)
- Randy Falco (en) (président de AOL LLC)
- Dana Dunne (président de AOL Europe)
- Frédéric Daruty (DG de AOL France)

## Filmographie
- Dans la peau d'un patron, film documentaire dans lequel Stéphane Treppoz (PDG d'AOL France) est filmé dans son activité de patron par Stéphan Moszkowicz, 2003[34],[35].